# Glyphipterix leucophragma
Glyphipterix leucophragma là một loài bướm đêm thuộc họ Glyphipterigidae. Nó được tìm thấy ở Angola.